# Scymnus laetificus
Scymnus laetificus é uma espécie de insetos coleópteros polífagos pertencente à família Coccinellidae.
A autoridade científica da espécie é Weise, tendo sido descrita no ano de 1879.
Trata-se de uma espécie presente no território português.